# Euler-Lagrangeeva enačba
Euler-Lagrangeeva enáčba (tudi Lagrangeeva enáčba) [òjler-lagránževa ~] ali sistem Euler-Lagrangeevih enačb pove, da doseže integral akcije S ekstremno vrednost tedaj in le tedaj, ko velja
{\displaystyle {\frac {\partial L}{\partial x^{a}}}-{\frac {\mathrm {d} }{\mathrm {d} t}}{\frac {\partial L}{\partial (\mathrm {d} x^{a}/\mathrm {d} t)}}=0\!\,.}
Pri tem je L Lagrangeeva funkcija sistema, {\displaystyle x^{a}} pa so posplošene koordinate.
Pogoj za ekstrem akcije S se lahko zapiše tudi s pogojem, da je variacija S enaka nič:
{\displaystyle \delta S=0\!\,.}